# Rapporto Brazzà
Il rapporto Brazzà (in francese: rapport Brazza) è il risultato di un'inchiesta amministrativa svolta nel 1905 da Pietro Savorgnan di Brazzà sulle condizioni di vita nel Congo francese. Il rapporto, che denunciava la collusione fra le compagnie private e l'amministrazione coloniale e gli abusi subiti dai nativi in violazione delle disposizioni della Conferenza di Berlino, fu insabbiato. È stato reso pubblico solo nel 2014.

## Contesto

### L'affare di Fort-Crampel, o affare Toqué-Gaud

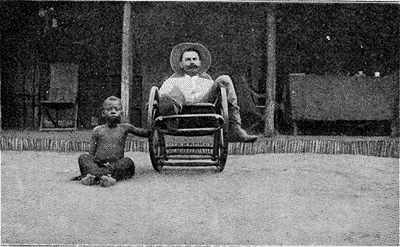
Georges Toqué a Fort-Crampel (Gribingui) intorno al 1905

Il 14 luglio 1903, a Fort-Crampel, nell'Oubangui-Chari, un amministratore coloniale, George Toqué, e un impiegato degli affari indigeni, Fernand Gaud, decisero di far giustiziare Pakpa, una ex guida, legandogli della dinamite al collo. Al processo, gli imputati ricordano di aver dichiarato prima di quest'atto spaventoso: 
 Al processo Gaud dichiarò di voler far conoscere alla gente la stranezza di questa morte: 
Toqué e Gaud furono condannati a pene lievi (fino a cinque anni di reclusione), ma la vicenda fece scandalo e arrivò fino a Parigi. Se ne discusse in Parlamento, se ne occupò la stampa e il Journal des débats lanciò l'idea di un'inchiesta amministrativa. Venne quindi nominata una commissione, presieduta da Pierre Savorgnan di Brazzà. Al suo fianco c'erano Charles Hoarau-Desruisseaux, ispettore generale delle Colonie, Félicien Challaye, un giovane professore associato di filosofia che rappresentava il Ministro della Pubblica Istruzione, un membro del Gabinetto delle Colonie e un delegato del Ministero degli Affari Esteri. Le Camere approvarono un finanziamento straordinario di 268.000 franchi. Il 5 aprile 1905 Brazzà partì da Marsiglia. Il 29 aprile 1905 arrivò a Libreville e l'indagine poté cominciare.

### La pressione internazionale
Per Jean Martin, la pressione dei media nazionali e internazionali fece precipitare la decisione di organizzare una commissione d'inchiesta. All'inizio del 1905, il governo di Maurice Rouvier, appena insediato, si trovò ad affrontare campagne che denunciavano gli "scandali del Congo" o "scandali della gomma rossa", cioè gli abusi commessi nella colonia dall'amministrazione e dalle società concessionarie. Poiché temeva in particolare l'invio di una commissione d'inchiesta internazionale, il governo francese prese l'iniziativa e inviò la missione.
Il Ministro delle Colonie Étienne Clémentel incaricò Brazzà di dimostrare: 
Il piano della missione specificava che questa non doveva superare i sei mesi, compresi i viaggi.

## L'indagine nel Congo francese

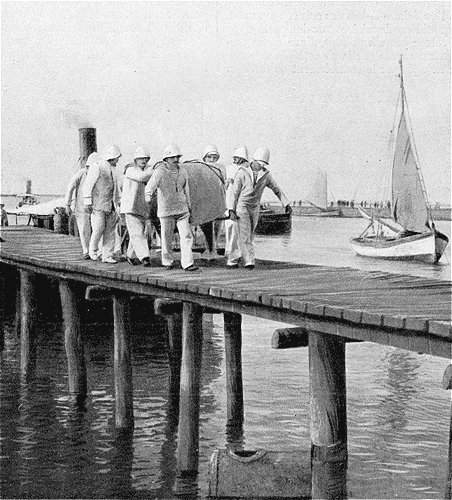
Trasporto di Brazza all'ospedale di Dakar (1905)

Brazzà scoprì gli orrori che avvenivano nel Congo, ma soprattutto nell'Oubangui-Chari. Félicien Challaye raccontò di donne e bambini che erano stati rapiti e trattenuti in campi come ostaggi, in attesa che il marito o il padre raccogliesse abbastanza gomma. Quando gli uomini consegnarono la gomma, la quantità venne giudicata insufficiente e si decise di non rilasciare gli ostaggi, ma di portarli a Bangui. Le donne dovettero remare sulle piroghe: quando si fermavano, gli ausiliari di Ndris e le guardie regionali le picchiavano duramente. A Bangui i sessantasei ostaggi furono stipati in una capanna lunga sei metri, senza alcuna apertura oltre alla porta, che venne chiusa dietro di loro. Questa prigione era come una cantina senza luce, puzzava di fiato e di escrementi. Nei primi dodici giorni morirono venticinque persone e i cadaveri furono gettati nel fiume. Un giovane medico appena arrivato sentì le grida e i lamenti; fece aprire la capanna, protestò e chiese la liberazione degli ostaggi, che erano rimasti solo in ventuno. I sopravvissuti furono rimandati ai loro villaggi; molti erano così deboli e malati che morirono poco dopo il rilascio. Una donna tornò dalla sua famiglia allattando il figlio di un'altra. Durante il viaggio verso Fort-Crampel, uno scheletro abbandonato giaceva sul ciglio della strada. Brazza ordinò di seppellire l'uomo secondo le usanze. A Fort-Crampel, Brazza scoprì un vero e proprio campo di concentramento stipato di ostaggi..
Brazzà era sconvolto. Al dolore morale si aggiunse quello della malattia, con una terribile diarrea. Inoltre, con il pretesto dell'assenza di crediti di viaggio e di alloggi disponibili, Charles Hoarau-Desruisseaux non fu autorizzato a venire a conferire con il suo capo missione, e gli fu chiesto di aspettarlo a Libreville.
Nel suo rapporto n. 148, del 21 agosto 1905, Brazzà riferì:
Félicien Challaye scrisse sul quotidiano Le Temps delle rubriche basate sulle osservazioni fatte da Brazzà. L'amministrazione coloniale, imbarazzata, fece finta di ignorare Brazzà. Émile Gentil, amministratore coloniale del Congo, voleva tornare in patria per giustificarsi, ma il ministro gli chiese di restare per sorvegliare Brazzà.
Brazzà, essendo ormai passati cinque dei sei mesi previsti per la missione, decise di tornare in patria. Lasciata la futura Brazzaville (cha da lui prese il nome), attraversò il fiume Congo recandosi a Léopoldville dove, già gravemente malato, si imbarcò per la Francia. A causa delle sue gravi condizioni di salute fu costretto a sbarcare a Dakar,  dove morì il 14 settembre 1905.

## Il rapporto Brazzà

### La commissione Lannessan
Dopo la morte di Brazzà, soprattutto in seguito alle pressioni esercitate dai quotidiani Le Temps e L'Humanité, si riunì la commissione incaricata di redigere il rapporto finale. Sotto la presidenza di Jean-Marie de Lanessan, deputato radicale, ex governatore dell'Indocina ed ex Ministro della Marina, la commissione non incluse nessuno degli ispettori che lavorarono con Brazzà.
Le note scritte dai membri della missione Brazzà ammontavano ad un totale di 1200 pagine: la commissione Lannessan consegnò, all'inizio del 1906, un rapporto finale di solo 112 pagine.
Pur ammettendo che la commissione Lannessan poteva essere descritta come una "commissione d'insabbiamento", Jean Martin ritiene che "la nuova commissione abbia svolto onestamente il suo compito". Vincent Bailly e Tristan Thil, invece, ritengono che "la commissione abbia partorito [...] un rapporto certamente severo, ma più che annacquato", soprattutto per il fatto d'aver sistematicamente respinto numerose testimonianze "indigene", e che in nome dello  "spirito di corpo" abbia sollevato da ogni responsabilità il governatore generale Émile Gentil e l'amministrazione coloniale.

### Il contenuto del rapporto
Il rapporto è diviso in due parti: nella prima sono contenute le "accuse e le discussioni", nella seconda le raccomandazioni della commissione.
Per quanto riguarda la responsabilità dell'amministrazione del Congo, il rapporto indica che la presa di ostaggi e il rapimento di donne erano una pratica comune, cosa che scagionava il governatore Èmile Gentil da ogni responsabilità, a scapito però dei suoi subordinati. Il rapporto, tuttavia, evidenzia il sistematico ostruzionismo esercitato dal governatore nei confronti del lavoro della commissione Brazzà.
Per quanto riguarda le questioni finanziarie, di bilancio e fiscali, il rapporto rileva che la riscossione delle imposte era soggetta a gravi abusi, in particolare per quanto riguarda i pagamenti in natura (in gomma) effettuati alle stesse società concessionarie. Le 40 compagnie del 1899 si erano ridotte a 33 nel 1905, e di queste, a causa dell'imminente esaurimento dei prodotti raccolti, in particolare l'avorio e il caucciù, solo 16 potevano ritenersi di successo.
La commissione rilevò che l'amministrazione era eccessivamente centralizzata e che il suo personale era spesso incompetente. Nessuna riorganizzazione ebbe in seguito luogo: alcuni funzionari furono semplicemente trasferiti e Èmile Gentil restò al suo posto per altri tre anni, evitando un'inchiesta militare.

### Il destino del rapporto
Il rapporto, stampato in dieci copie, fu "discretamente seppellito"  o "definitivamente sotterrato" nel 1907, su richiesta del ministro Raphaël Milliès-Lacroix. Le richieste di pubblicazione del rapporto avanzate da alcuni parlamentari, tra cui quella dello stesso Lanessan e quella del deputato socialista Gustave Rouanet del 19 febbraio 1906, furono vane.
Anche se si riteneva comunemente che il rapporto Brazzà fosse "inaccessibile, distrutto o non consultabile", una sua copia fu ritrovata alla fine degli anni 1960 dall'accademica Catherine Coquery-Vidrovitch. Negli archivi del Ministero delle Colonie di Aix-en-Provence, l'editore Dominique Bellec ha scoperto tutti i documenti che erano stati utilizzati per redigere il rapporto. Catherine Coquery-Vidrovitch ha potuto incrociare gli archivi della Commissione Lannessan, i rapporti degli ispettori della missione e il fascicolo personale di Brazzà.
Il rapporto Brazzà è stato pubblicato nel 2014 dalle edizioni Le Passager clandestin.